# ژنویو فونتانل
ژنویو فونتانل (انگلیسی: Geneviève Fontanel; ۲۷ ژوئن ۱۹۳۶ – ۱۷ مارس ۲۰۱۸) بازیگر، کمدین اهل فرانسه بود.
از فیلم‌ها یا برنامه‌های تلویزیونی که وی در آن نقش داشته‌است می‌توان به مادام رزا، مردی که زنها را دوست داشت، میمونی در زمستان و داستان ما اشاره کرد.